# Rue de la Nuée-Bleue
La rue de la Nuée-Bleue (en alsacien : Blöjwolikegass) est une rue de la ville de Strasbourg, en France.

## Situation et accès
Située au nord de l'Ellipse Insulaire (ou Grande Île), elle relie le quai Kellermann à la place Broglie.

## Origine du nom
La rue devrait son nom à une auberge, À la Nuée-Bleue, qui se trouvait en 1690 à l'emplacement de l'actuel no 29, mais d'autres explications ont été avancées. 

## Historique
Au fil des siècles, sa dénomination change à plusieurs reprises, notamment à l'occasion des deux guerres mondiales :
- 1400 : Am Rossenmerket (au Marché-aux-chevaux)
- 1700 : Gulden-Gasse (rue du Gulden ou Florin)
- 1700 : Weinsticher-Gasse (rue des Taste-vin)
- 1735 : Weinsticherstubgasse (rue du Poêle des Gourmets)
- 1765 : rue de la Tribu des Gourmets

- 1738 : rue de la Nuée Bleue
- 1793 : rue d'Yverneau

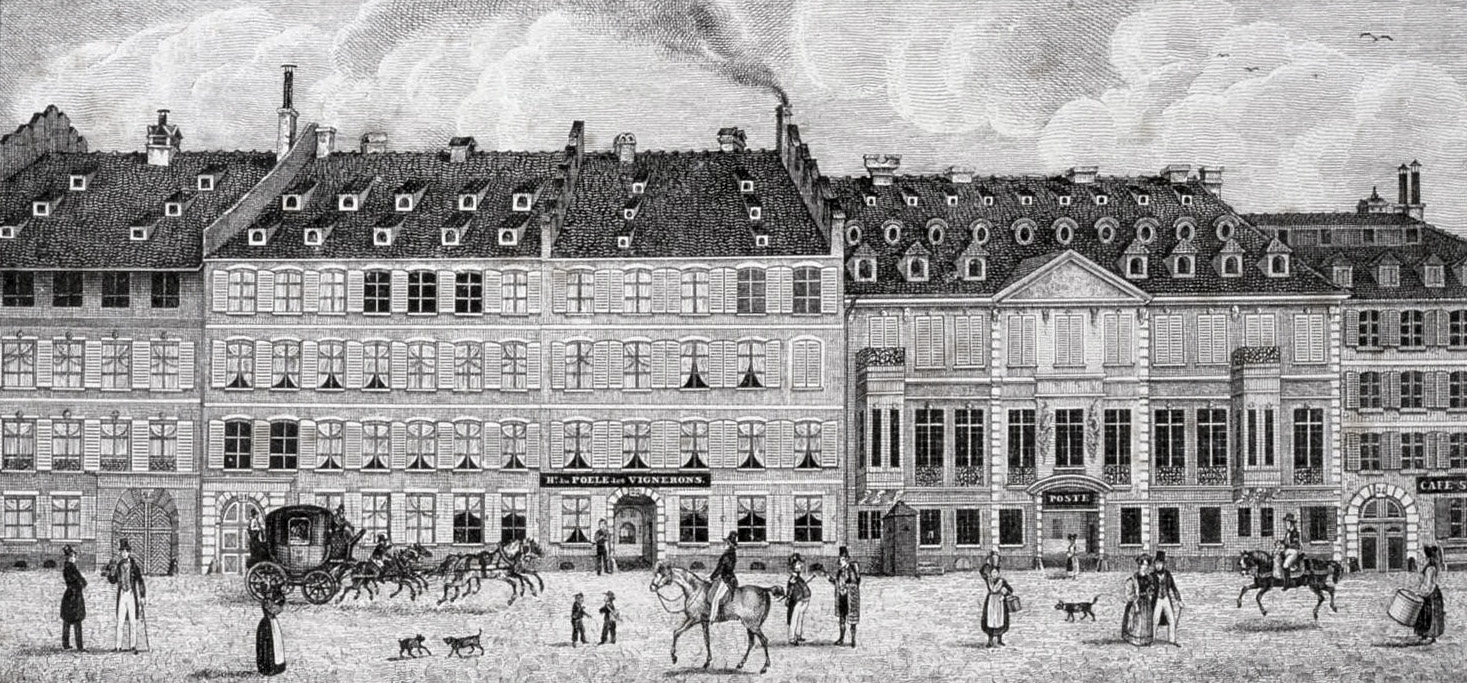
La rue en 1830.

- 1817 : rue de la Nuée Bleue, Blauwolken-Gasse
- 1872 : Blauwolkengasse
- 1918 : rue de la Nuée Bleue
- 1940 : Blauwolkengasse
- 1945 : rue de la Nuée-Bleue

## Bâtiments remarquables et lieux de mémoire

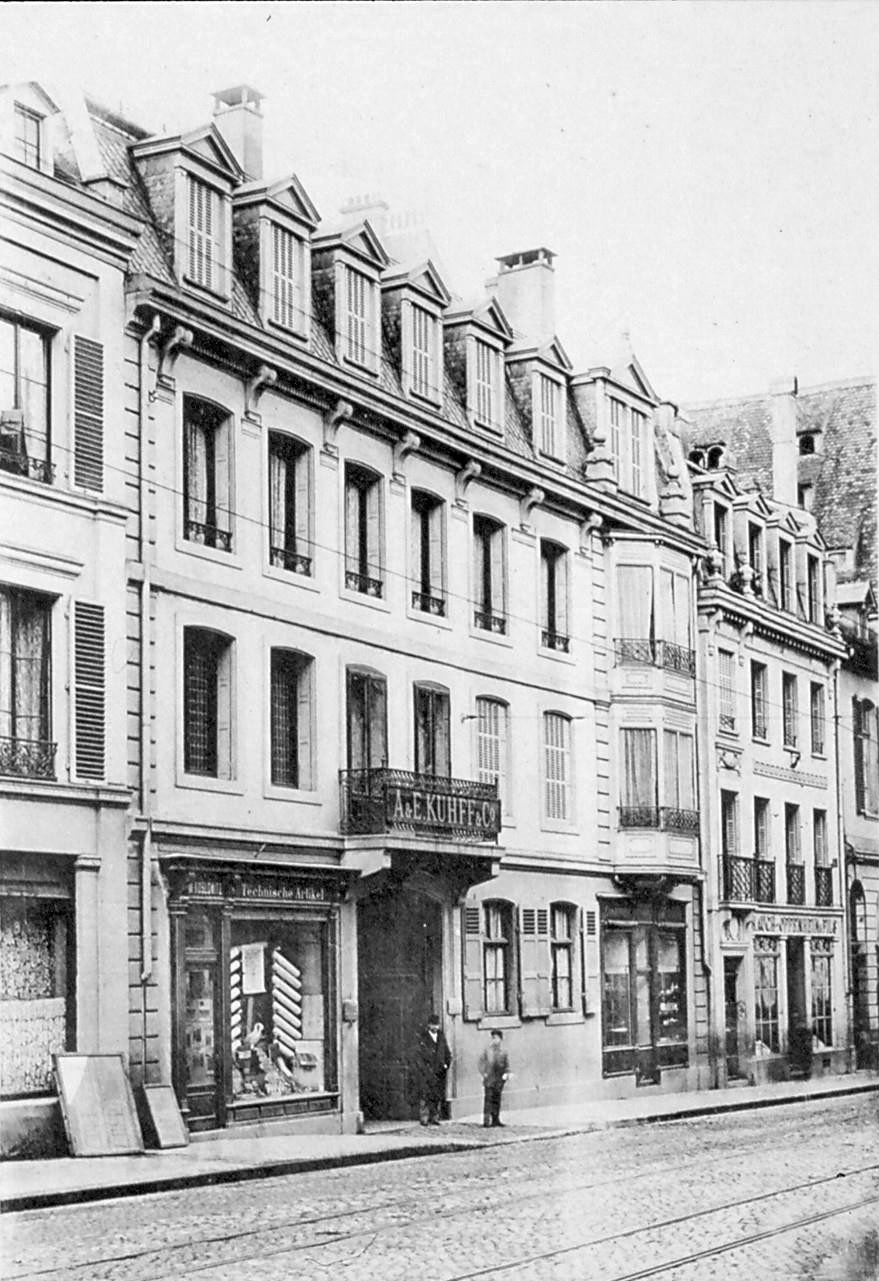
Commerces au no 6 en 1898.

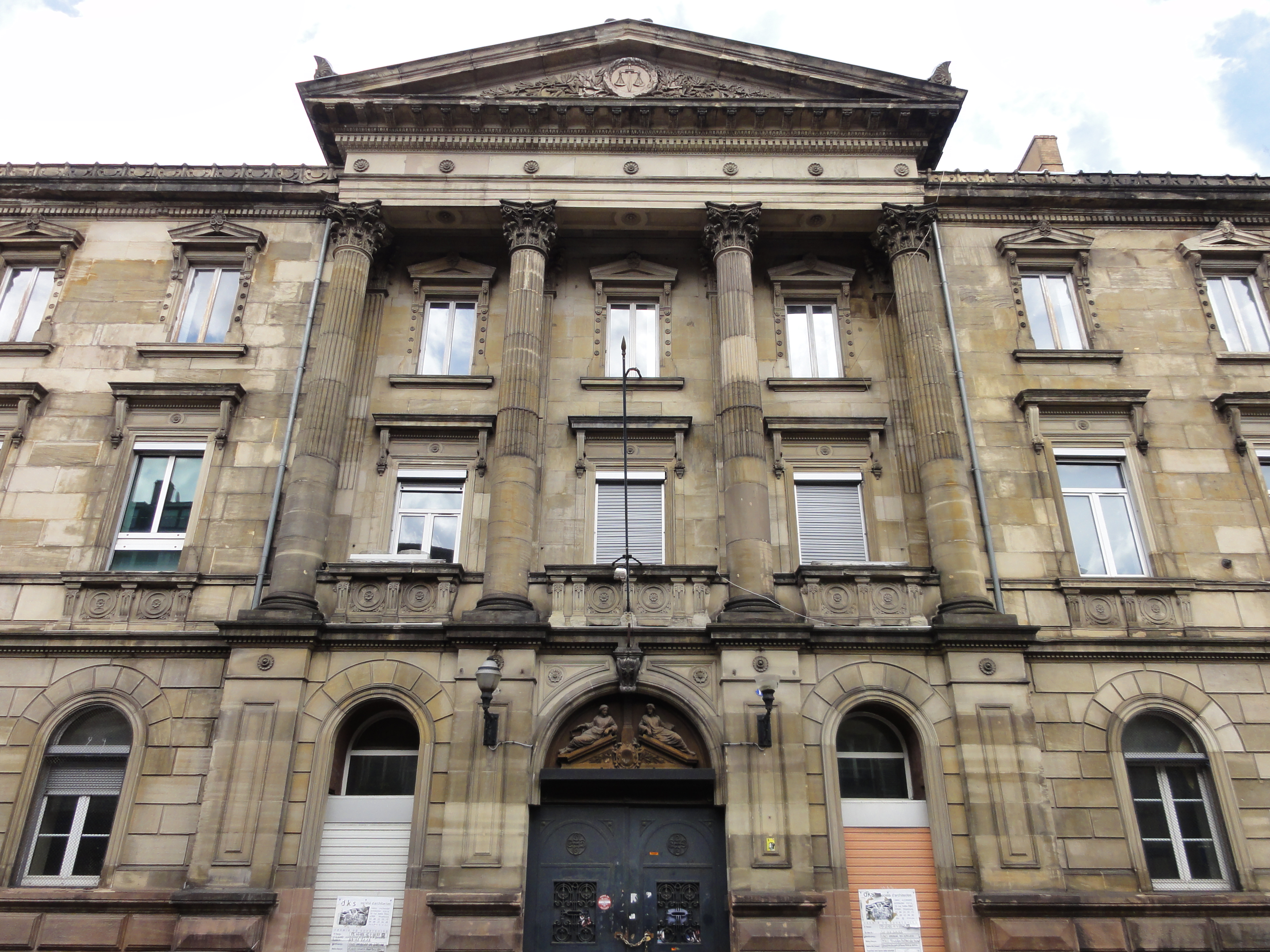
Ancien hôtel de police au no 11.

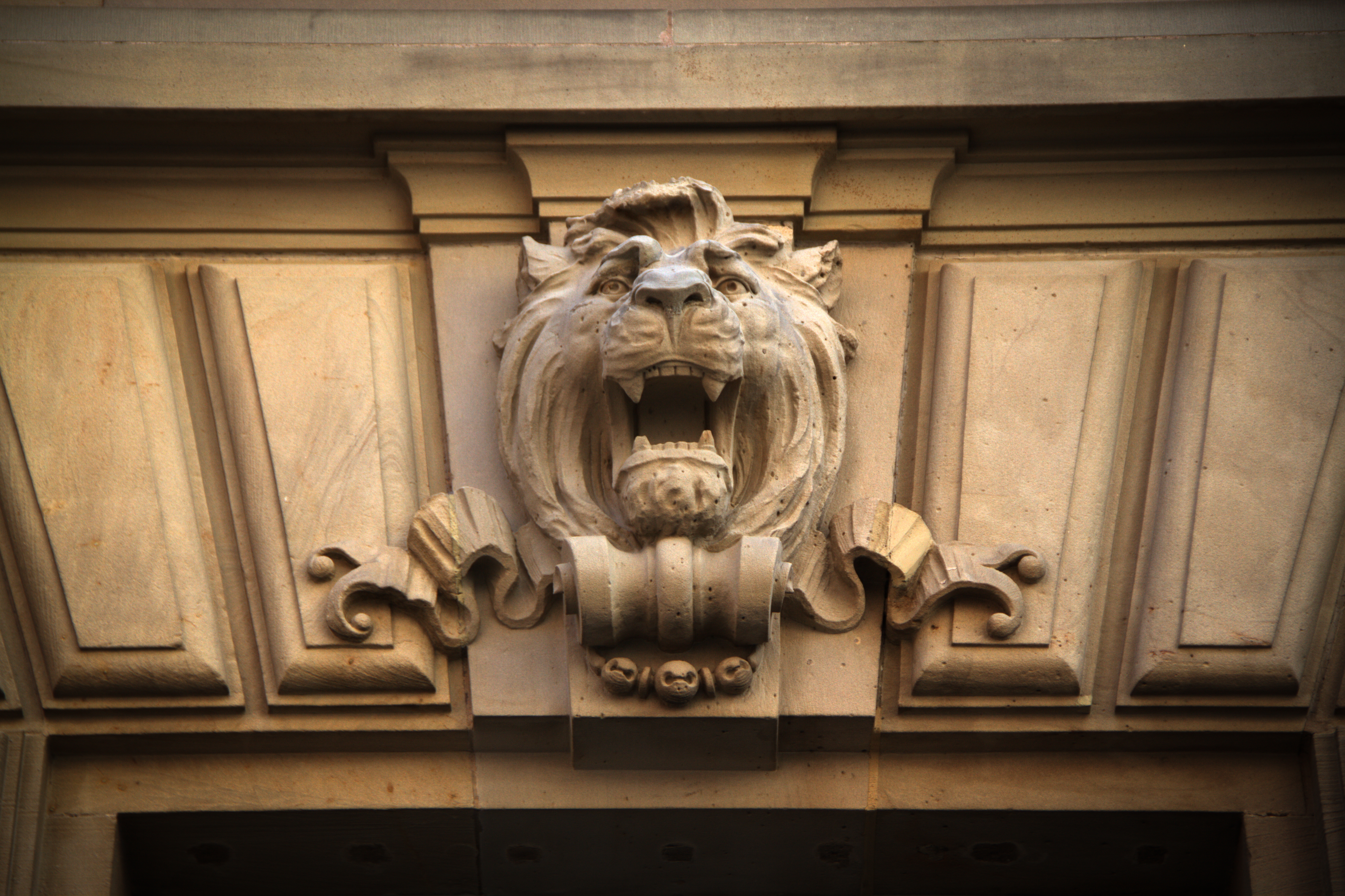
Tête de lion au no 14.

- no 2 : Proche d'un bras de l'Ill, face au pont du Faubourg-de-Pierre, cet immeuble fait l'angle avec le no 9 du quai Kellermann. Il abrite un magasin de mobilier contemporain.
- no 3 : Cette maison de fond de cour, datée de 1295 par dendrochronologie, a été remaniée au XVIe siècle pour devenir un presbytère protestant[2], qui abrite toujours au XXIe siècle l'administration de la paroisse de l'église Saint-Pierre-le-Jeune[3]. L'édifice a fait l'objet d'une restauration en 2003[1]. L'église elle-même se trouve à proximité immédiate de la rue, mais domiciliée sur la place Saint-Pierre-le-Jeune.
- no 5 et 7 : Situées aux angles de l'impasse de la Corneille, les deux maisons datent du XVIIIe siècle[1]. Gustave Doré est déclaré né le 6 janvier 1832 au no 5[4], et Jean-François Barbier décédé au no 5 également[5], mais la numérotation ayant changé dans l'intervalle, il pourrait s'agir de l'emplacement de l'actuel no 16.
- no 6 : En 1898, l'immeuble abritait les bureaux de la société A. & E. Kuhff & Co, marchands de vins en gros[6], ainsi qu'un magasin d'articles techniques.
- no 9 : Le général et ancien ministre Marie-Georges Picquart est né dans cette maison le 6 septembre 1854[7].
- no 11 : Ancien commissariat central de Strasbourg, l'édifice fait l'objet d'une inscription au titre des monuments historiques depuis 1937, remplacé par une inscription plus globale en 2013[8]. Un chantier de transformation de l'ancien hôtel de police en un hôtel de luxe a été lancé en 2018[9].
- no 13 : À l'angle du no 1 de la rue du Tribunal, cet immeuble, détruit lors des bombardements de 1870, a été reconstruit  dans un style éclectique, avec, notamment, une tour d'inspiration Renaissance[10].
- no 14 : Les sept travées de cette façade néoclassique sont animées par un oriel situé au dessus de l'entrée. La porte et les fenêtres du rez-de-chaussée sont surmontés de cartouches figurant des têtes de lion[11]. Ancien siège du Crédit industriel d'Alsace et de Lorraine (CIAL) transféré au Wacken, l'immeuble abrite une agence du CIC.
- no 15 : Le bâtiment, conçu par les architectes Jules Berninger (1856-1926[12]) et Gustave Krafft, a été érigé en 1914[1].
- no 16 : Due à Armand Richshoffer (1859-1937[13]), cette maison éclectique date de 1906[1].
- no 17 et 19 : C'est là que se trouve le siège des Dernières Nouvelles d'Alsace (fondées en 1877 sous le nom de Neueste Nachrichten). Le 13 juillet 1891, Heinrich Ludwig Kayser y a transféré son imprimerie depuis le Finkwiller. Auparavant, en 1855, le no 17[14] avait été entièrement reconstruit par le docteur Mathieu Hirtz, qui fonda la maison de santé de la Toussaint. Au no 19 résida pendant quelque temps une branche de la famille Zorn, dite « de Plobsheim », puis des barons d'Oberkirch y vécurent au XVIIIe siècle[15].
En 1906, les architectes Heinrich Backes[16] et Otto Zacher remanient l'ensemble[1].
En 1920, le journal fonde les éditions La Nuée Bleue, qui adoptent le nom emblématique de la rue.
Dans la cour d'honneur se trouve depuis 1932 une fontaine sculptée par René Hetzel, portant l'inscription « Une première lecture ».
En 1904, Ettore Bugatti s'est installé dans une chambre au dernier étage du no 19, alors Hôtel de Paris, appartenant au père de son associé, Émile Mathis, où il dessine les plans de la future Hermès[17].

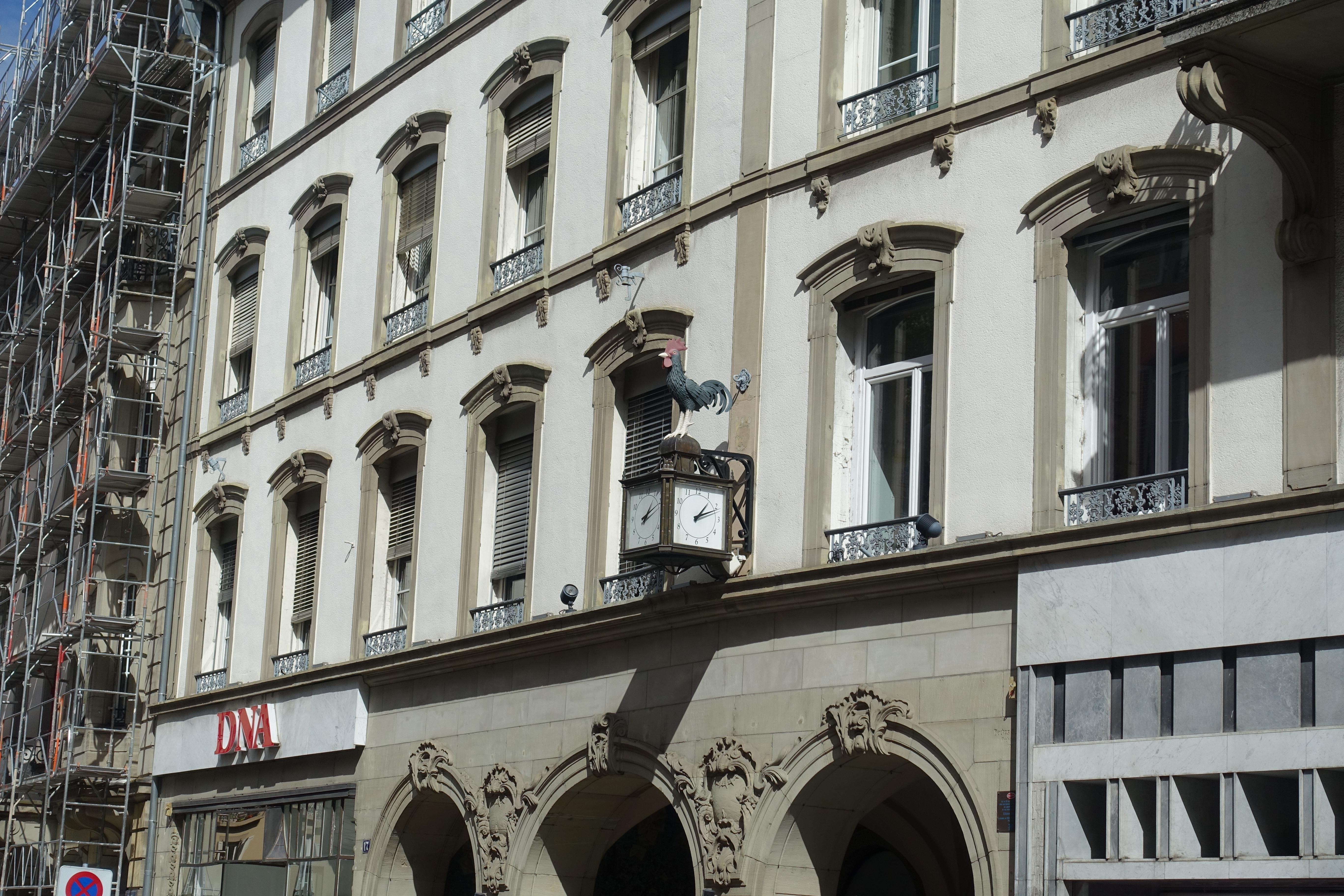
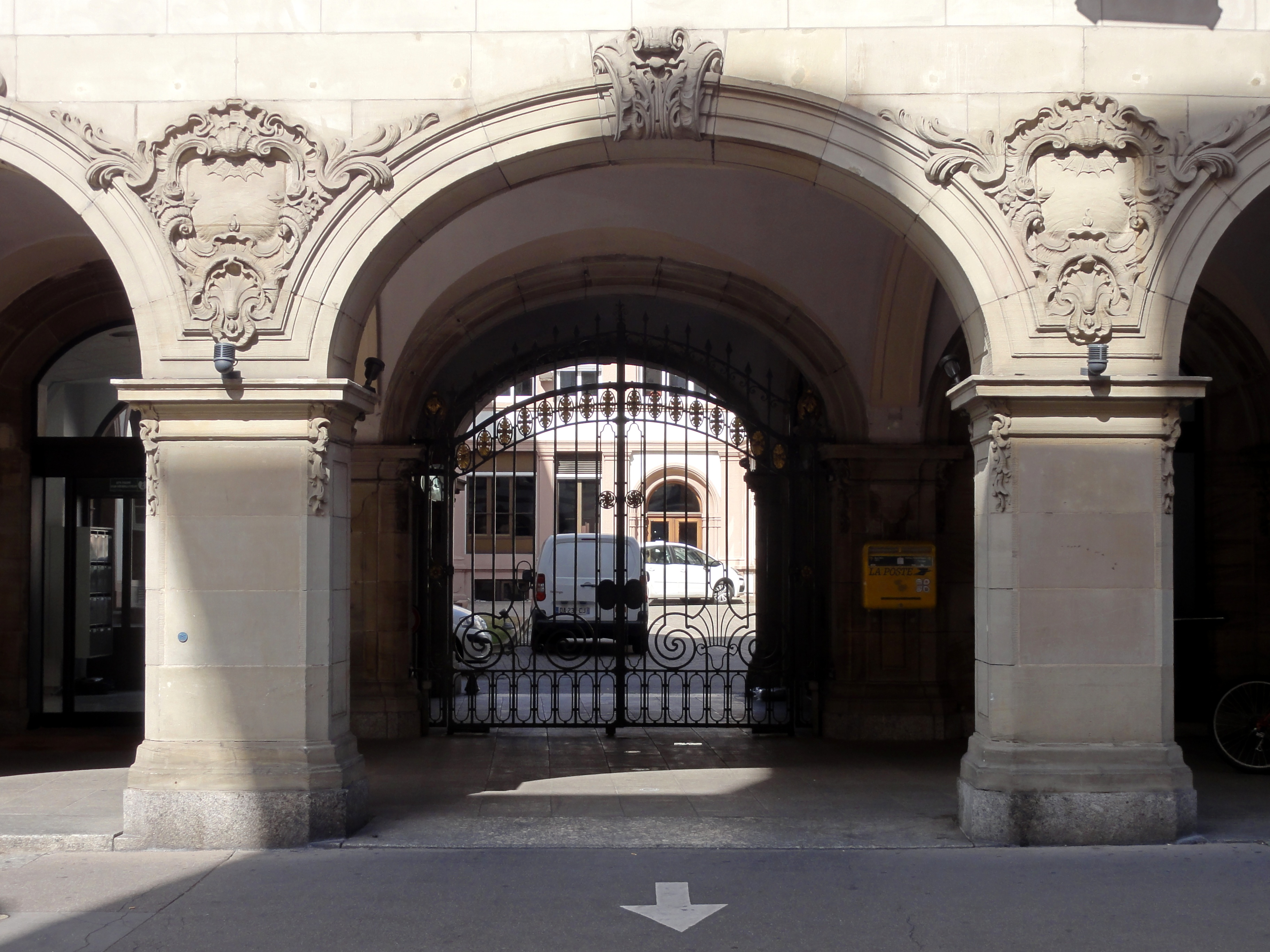
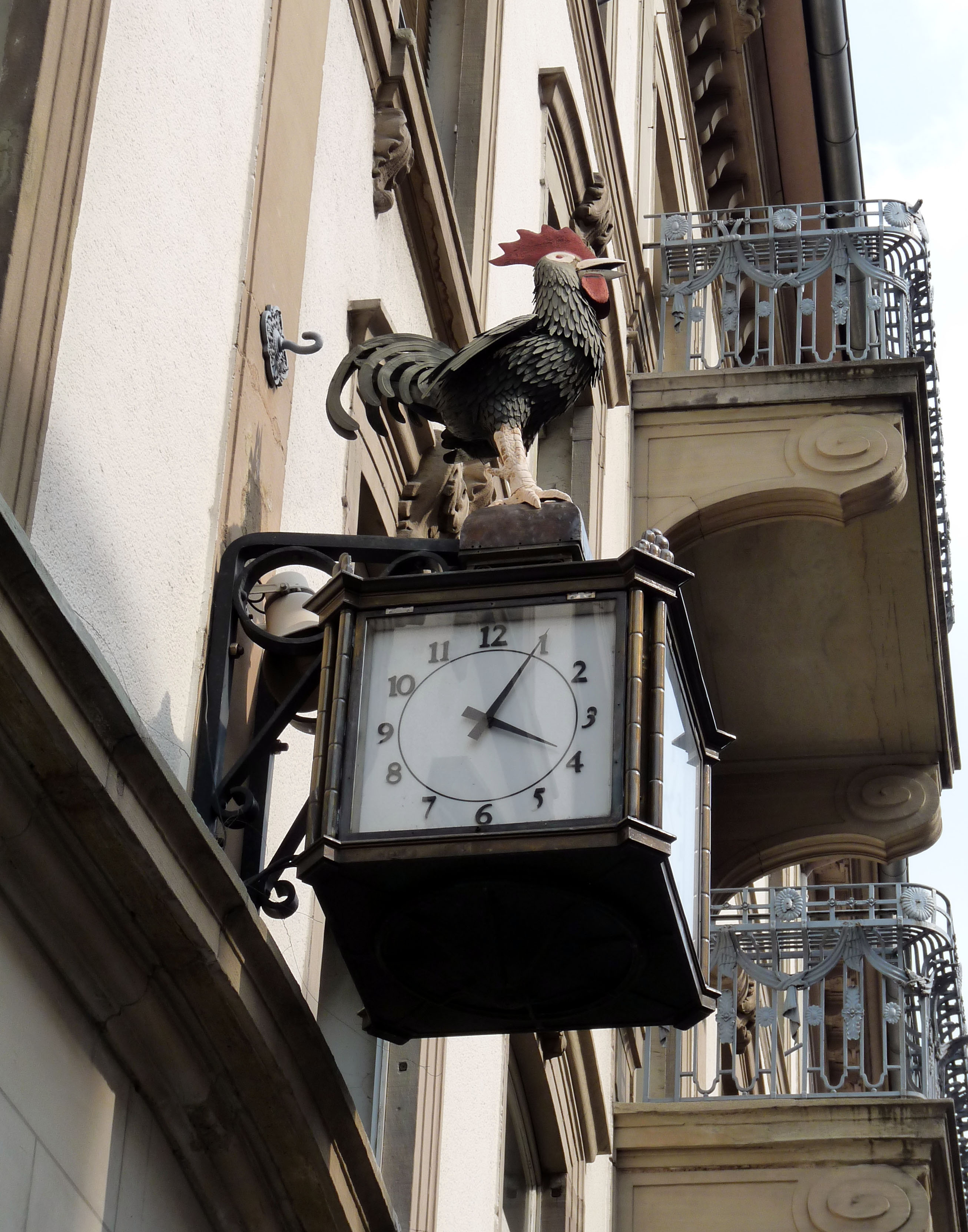
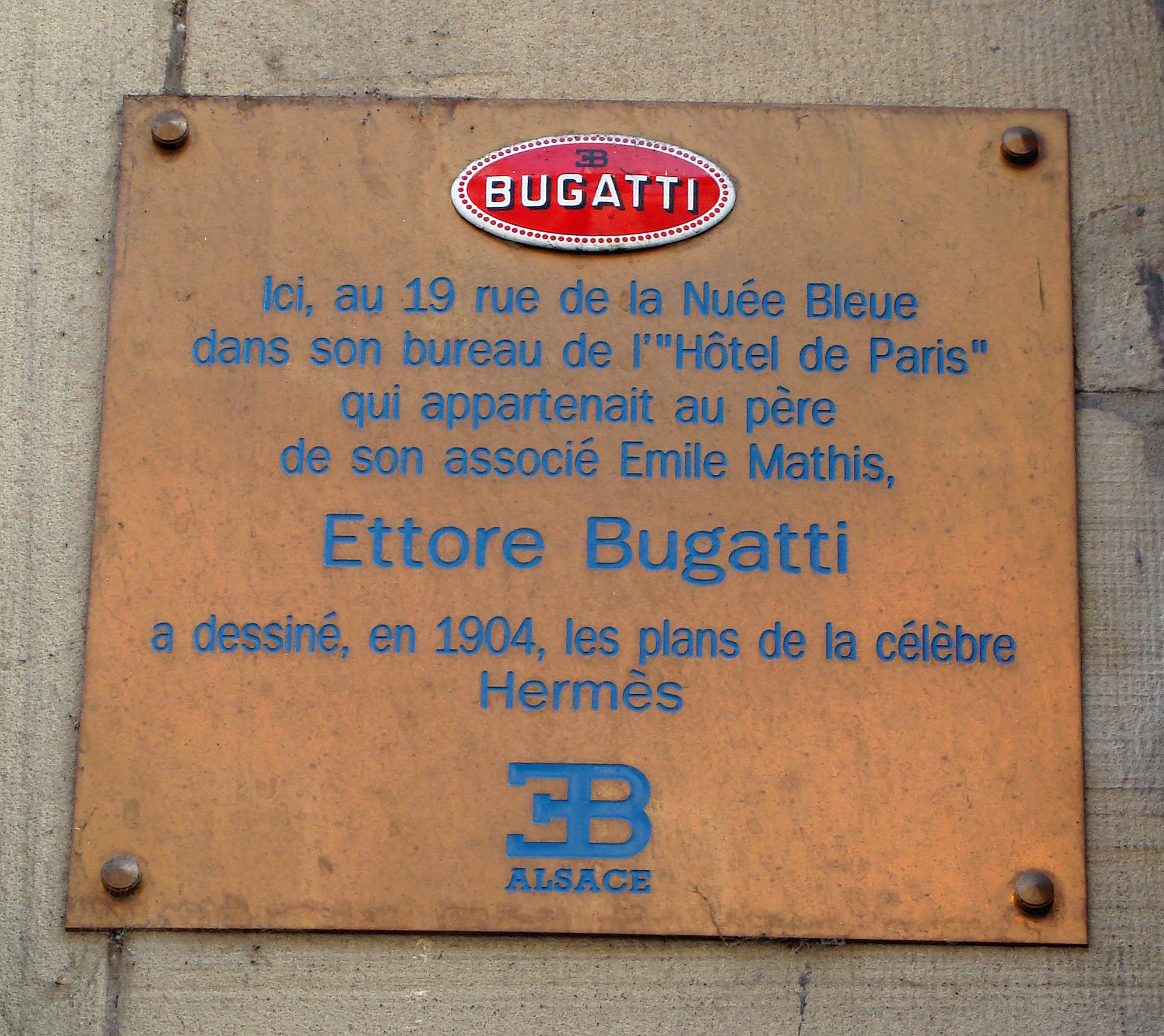

- no 23 : L'édifice, qui était le siège de la corporation des vignerons, est doté d'une façade du XVIIIe siècle, avec des pignons crénelés chaperonnés médiévaux[2]. 
Il a abrité plusieurs galeries d'art, Bader-Nottin, qui y ouvre vers 1899 un salon d'art patronné par la Revue alsacienne illustrée[18] ; puis Aktuaryus (1920-2006[19]).

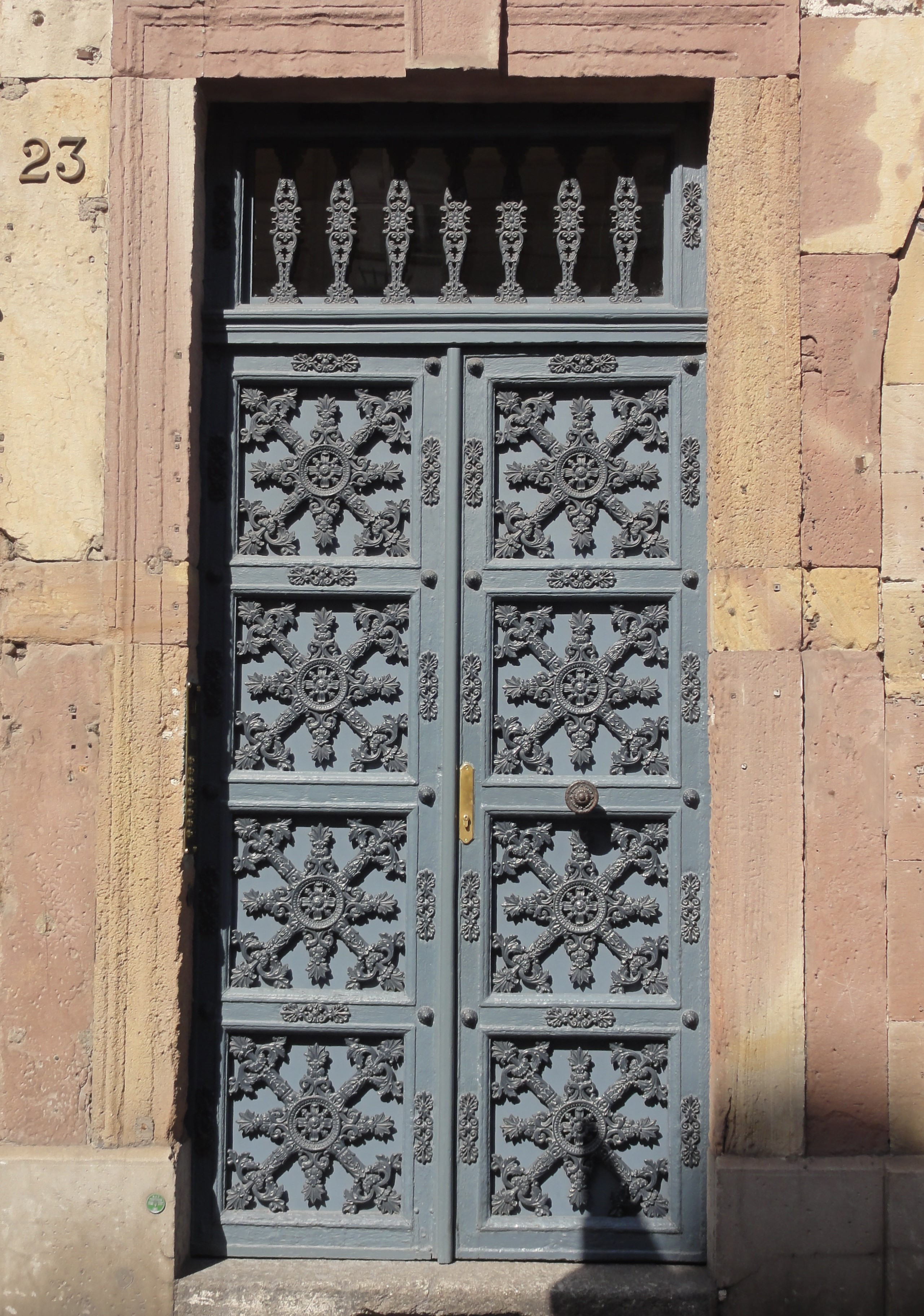
Porte en fer forgé.
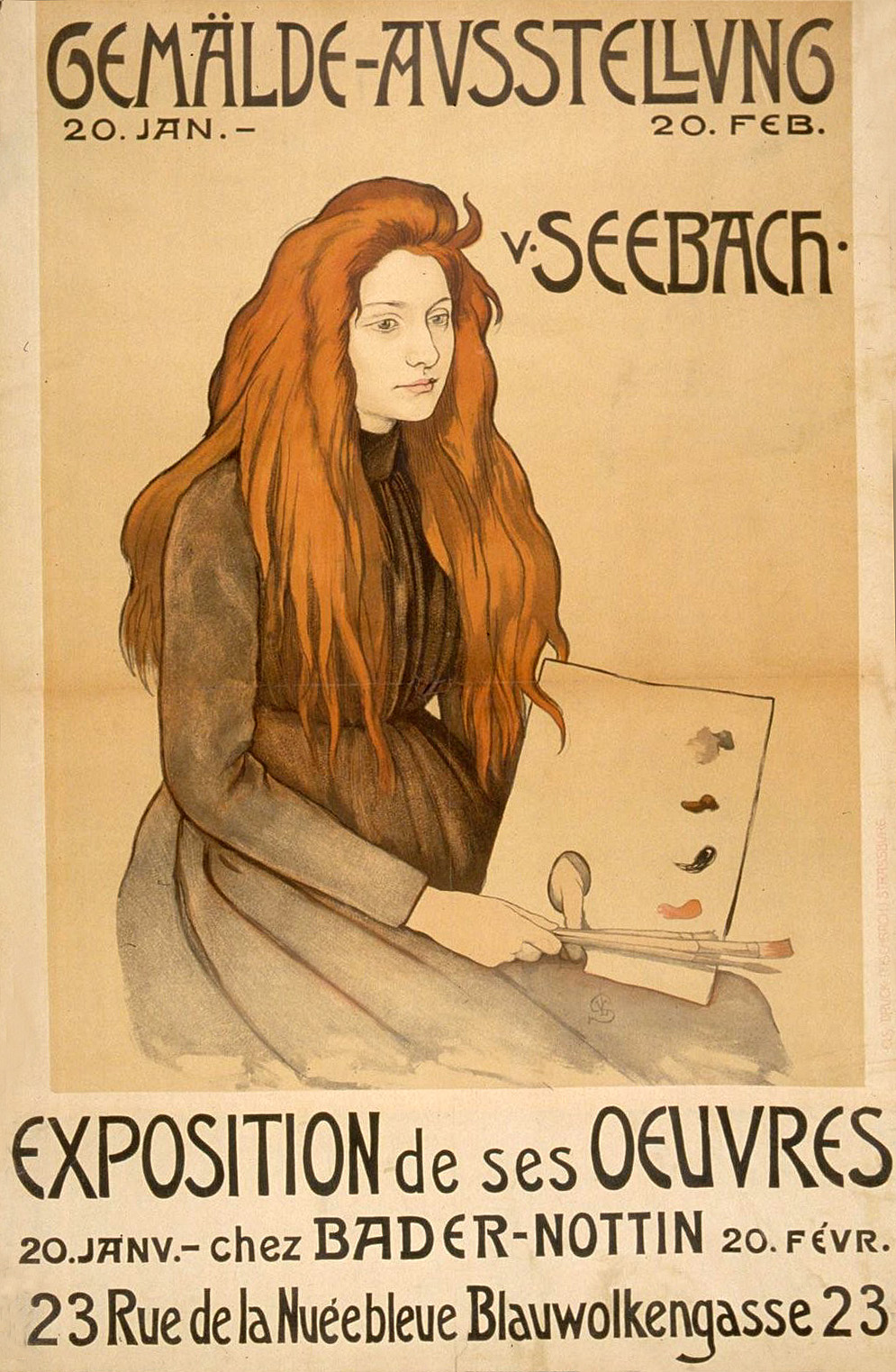
Exposition Lothar von Seebach.
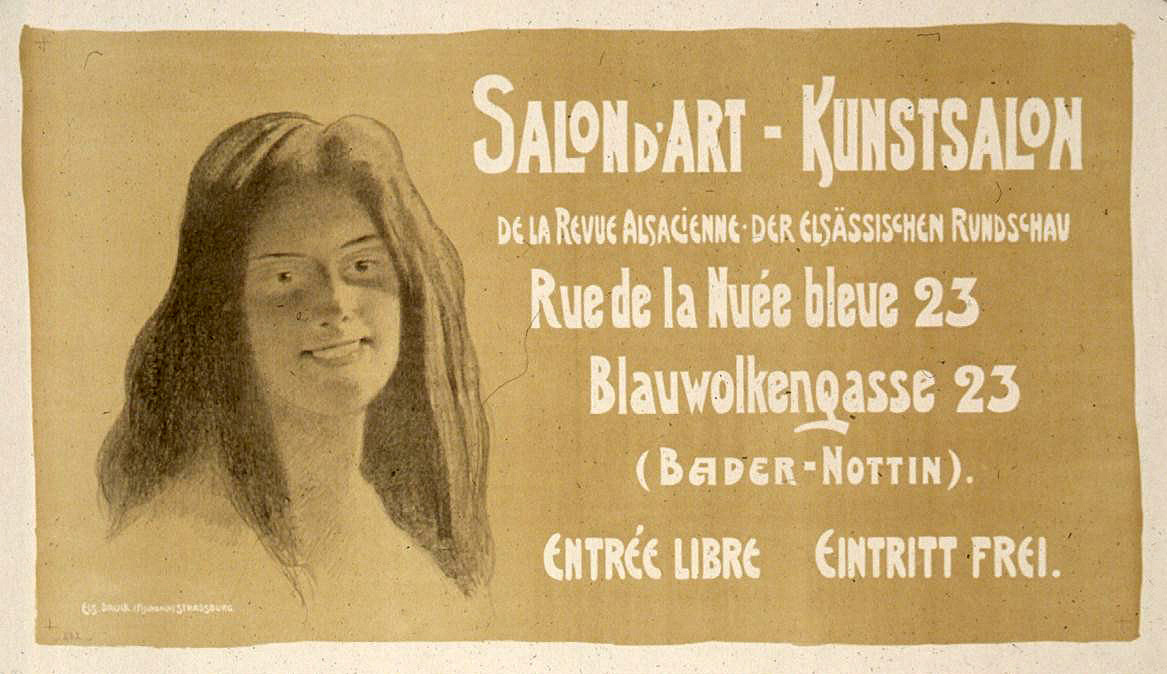
Salon d'art de la Revue alsacienne.

- no 25 : L'ancien hôtel d'Andlau, reconstruit en 1732, fait l'objet de deux classements au titre des monuments historiques en 1921 et 1991 et d'une inscription en 1991[20]. Il abrite aujourd'hui le siège du port autonome de Strasbourg.
- no 27 : immeuble du XVIIIe siècle dont la cage d’escalier est inscrite aux monuments historiques depuis 1988[1],[21].
- no 29 : Une Vierge dans une niche orne ce bâtiment du XVIIIe – XIXe siècle[1].

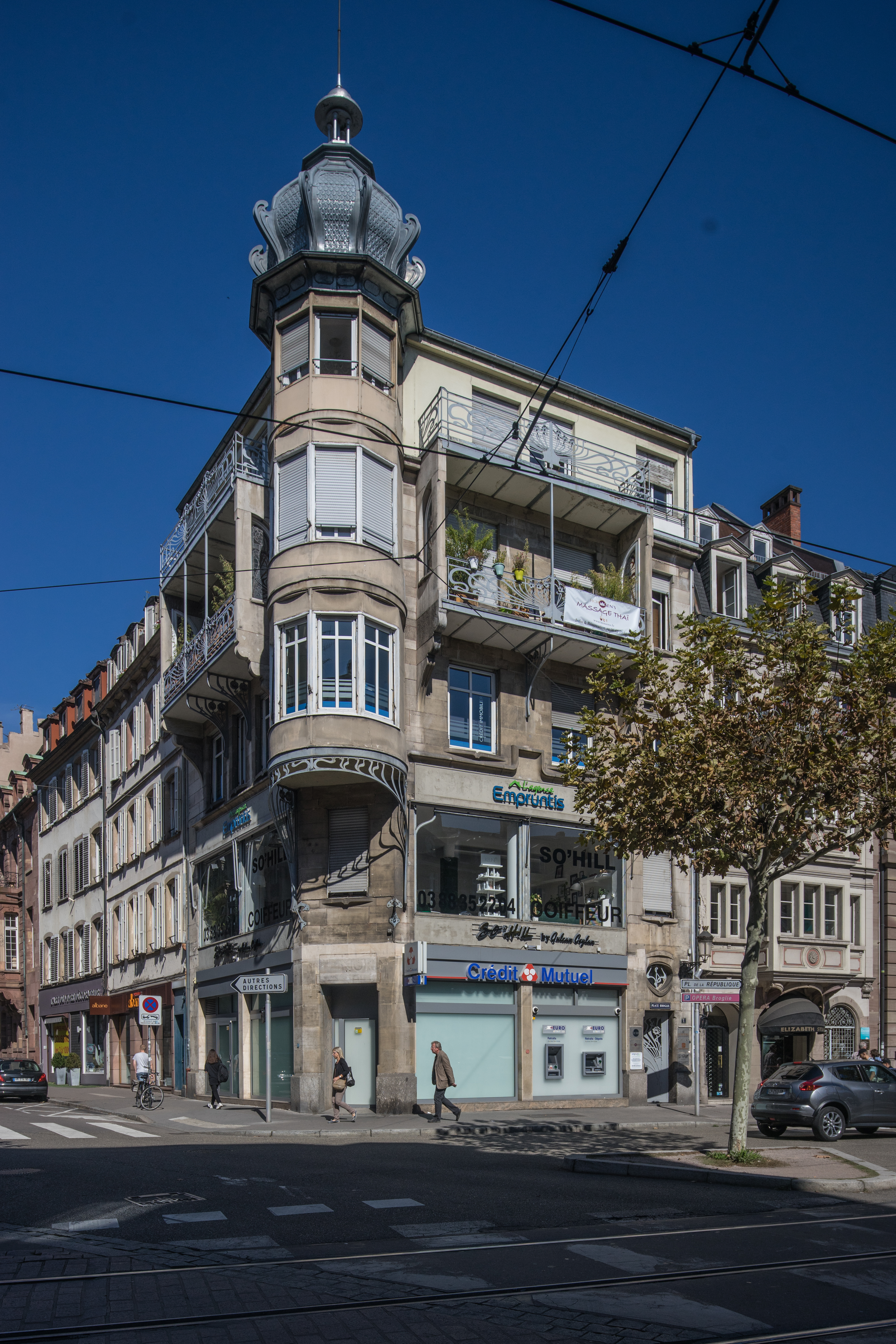
Immeuble à l'angle de la place Broglie.

- no 31 : L'immeuble, réalisé par Berninger et Krafft en 1900, fait l'angle avec le no 1 de la place Broglie. Doté d'un oriel qui s'approprie les formes végétales de l'Art nouveau[22], il a fait l'objet d'une inscription au titre des monuments historiques en 1975[23].